# Сан-Рафаель (Нью-Мексико)
Сан-Рафаель (англ. San Rafael) — переписна місцевість (CDP) в США, в окрузі Сібола штату Нью-Мексико. Населення — 1164 особи (2020).

## Географія
Сан-Рафаель розташований за координатами 35°4′11″ пн. ш. 107°53′25″ зх. д. / 35.06972° пн. ш. 107.89028° зх. д. (35.069830, -107.890402).  За даними Бюро перепису населення США в 2010 році переписна місцевість мала площу 26,73 км², з яких 26,73 км² — суходіл та 0,00 км² — водойми.

## Демографія
Згідно з переписом 2010 року, у переписній місцевості мешкали 933 особи в 364 домогосподарствах у складі 250 родин. Густота населення становила 35 осіб/км².  Було 449 помешкань (17/км²).
Расовий склад населення:
| - 54,8 % — білих - 2,3 % — корінних американців - 0,5 % — азіатів - 0,4 % — чорних або афроамериканців - 37,3 % — осіб інших рас |

До двох чи більше рас належало 4,7 %. Частка іспаномовних становила 72,3 % від усіх жителів.
За віковим діапазоном населення розподілялося таким чином: 26,5 % — особи молодші 18 років, 61,1 % — особи у віці 18—64 років, 12,4 % — особи у віці 65 років та старші. Медіана віку мешканця становила 40,7 року. На 100 осіб жіночої статі у переписній місцевості припадало 99,4 чоловіків;  на 100 жінок у віці від 18 років та старших — 98,8 чоловіків також старших 18 років.
Середній дохід на одне домашнє господарство  становив 72 774 долари США (медіана — 69 103), а середній дохід на одну сім'ю — 80 115 доларів (медіана — 73 889). За межею бідності перебувало 2,3 % осіб, у тому числі 0,0 % дітей у віці до 18 років та 0,0 % осіб у віці 65 років та старших.
Цивільне працевлаштоване населення становило 555 осіб. Основні галузі зайнятості: освіта, охорона здоров'я та соціальна допомога — 20,4 %, транспорт — 17,7 %, науковці, спеціалісти, менеджери — 13,7 %.